# اليوم الدولي لمساندة ضحايا التعذيب
اليوم الدولي لمساندة ضحايا التعذيب يقام في 26 يونيو من كل عام للتشهير ضد جرائم التعذيب وتقديم الدعم وتكريم ضحايا التعذيب والناجين منه في أنحاء العالم.
هذا اليوم، نقدّم خالص احترامنا لهؤلاء الذين قاسوا ما لا يمكن ان نتخيله. هذه فرصه للعالم ليتحدث ضد المسكوت عنه. لقد تأخرنا كثيراً في تكريس هذا اليوم لضحايا التعذيب والناجين حول العالم"
الامين العام السابق للامم المتحدة كوفي أنان
في اليوم العالمي لدعم ضحايا التعذيب. نعبر عن تضامنا ودعمنا لمئات الآلاف من ضحايا التعذيب وعائلاتهم في انحاء العالم الذين تحملوا المعاناة. وناكد علي التزام الولايات المتحدة لمنع التعذيب مع تقديم الدعم المادي والنفسي والتعويض الاجتماعي والطبي وكل الطرق المتاحه لاعاد التأهيل. وستشترك الولايات المتحدة مع الجمعية العامة للأمم المتحدة ومجلس حقوق الإنسان في تأسيس مراكز إعادة التأهيل
الأمين العام للامم المتحدة بان كي مون